# Konståret 2000

## Händelser

### Juni
- 16 juni – Nordiska akvarellmuseet öppnas för allmänheten.

### November
- 5 november – Prins Eugen-medaljen tilldelas Harald Lyth, målare, Johan Celsing, arkitekt, Sten Kauppi, konsthantverkare, Gutte Eriksen, dansk konsthantverkare, och Leonard Rickhard, norsk konstnär.

### December
- 22 december – Tre tavlor av Rembrandt, samt två av Renoir stjäls från Nationalmuseum i Stockholm av en trio beväpnad med k-pistar. Strax före stängningen dyker rånarna upp, hotar en vakt i entrén, river ned tavlorna och sticker iväg i den motorbåt man ankrat vid kajen nedanför museet.[1]

### Okänt datum
- Wolfgang Tillmans tilldelas Turnerpriset.
- Textilmuseet i Borås tilldelas utmärkelsen Årets museum.
- Hovedskous målarskola byter namn till Göteborgs konstskola.
- Tartu konsthögskola grundas i Estland.
- Nordiska textilpriset instiftas i Borås.

## Byggnadsverk
- Nordiska akvarellmuseet i Skärhamn står färdigt.
- Waldspirale i Darmstadt blir inflyttningsklar.

## Utställningar
- Felix Gonzalez-Torres på Serpentine Gallery i London.
- Jean-Baptiste-Siméon Chardin på Metropolitan Museum of Art i New York.

## Födda
- okänt datum – Marla Olmstead, omstritt amerikanskt underbarn som målat eftertraktade abstrakta verk vid fyra års ålder.

## Avlidna
- 19 februari – Friedensreich Hundertwasser (född 1928), österrikisk och nyzeeländsk konstnär.
- 28 februari – Eje Öberg (född 1929), svensk keramiker och bildkonstnär.
- 19 juli – Liss Eriksson (född 1919), svensk skulptör.
- 31 juli – Lars Jansson (född 1926), finlandssvensk tecknare och författare.
- 17 augusti – Arne Larzon (född 1914), svensk konstnär.
- 8 september – Per Fredrik Glommé (född 1930), svensk konstnär.
- 25 september – Karl Göte Bejemark (född 1922), svensk konstnär och skulptör.
- 3 december – Göran Folcker (född 1920), svensk konstnär.

### Fotnoter
1. ↑   När Var Hur 2002. Forum